# Ryszard Siwiec
Ryszard Siwiec (phát âm tiếng Ba Lan: [ˈrɨʂart ˈɕivjɛt͡s]; 7.3.1909 — 12.9.1968) là giáo viên, kế toán viên và cựu quân nhân của Armia Krajowa người Ba Lan, người đầu tiên tự sát bằng cách tự thiêu để phản đối vụ Khối Hiệp ước Warsaw tấn công Tiệp Khắc do Liên Xô lãnh đạo.

## Tiểu sử
Ryszard Siwiec sinh ngày 7.3.1909 tại thành phố Dębica, thời đó thuộc Đế quốc Áo-Hung. Ông học triết học ở Đại học Lviv, đậu bằng thạc sĩ triết học, sau đó ông dạy học ở Przemyśl. Trong thời Chiến tranh thế giới thứ hai, ông gia nhập Armia Krajowa (Quân đội quốc gia) kháng chiến chống Đức Quốc xã. Sau chiến tranh ông trở lại dạy học. Khi cộng sản nắm chính quyền, ông bỏ nghề dạy học để làm nghề kế toán, vì từ chối việc giảng dạy chủ nghĩa cộng sản cho học sinh.
Ông lập gia đình và có năm người con.

## Tự thiêu
Siwiec đã lên kế hoạch tự thiêu của mình trước, để lại tuyên bố bằng chữ viết và băng ghi âm giải thích sự ghê tởm của mình đối với cả cuộc xâm lược Tiệp Khắc của Khối Hiệp ước Warsaw và đối với sự tham gia của chính quyền cộng sản Ba Lan vào việc này.
Ngày 8.9.1968 ông đi xe lửa lên Warszawa, trên xe lửa ông viết lá thư từ biệt vợ con gửi về nhà qua đường bưu điện. Tuy nhiên Cơ quan an ninh Ba Lan đã thu giữ lá thư này, mãi 22 năm sau mới trao lại cho gia đình.
Ở Warszawa, Siwiec tới Stadion Dziesięciolecia trong dịp lễ hội mùa gặt quốc gia ngày 8.9.1968 và châm lửa tự thiêu. Ông bị bỏng nặng 85% toàn thân, được chở tới bệnh viện và qua đời 4 ngày sau đó. Hành động tự thiêu của ông diễn ra trước sự chứng kiến của gần 100.000 khán giả, trong đó có những nhà lãnh đạo quốc gia cùng các nhà ngoại giao nước ngoài đưọoc mời đến dự lễ hội nhằm tuyên truyền rộng rãi. Ông vẫn còn tỉnh táo sau khi người ta dập tắt ngọn lửa và những thước phim quay cảnh này cho thấy ông đã đưa ra những lời tuyên bố trước khi được đưa đi bệnh viện.
Cái chết của ông là điềm báo trước vụ tự thiêu nổi tiếng của Jan Palach ở Praha 4 tháng sau đó. Không rõ là Palach có biết về hành động phản kháng của Siwiec hay không, vì chính quyền cộng sản Ba Lan ngăn chặn mạnh mẽ không cho lộ ra bất kỳ thông tin nào về vụ tự thiêu của Siwiec, chỉ nói rằng Siwiec tự thiêu vì "bị bệnh tâm thần". Mặc dù hành động của ông đã được thu vào một máy quay phim, nhưng bản phim thời sự được chiếu về lễ hội này đã không có bất kỳ hình ảnh nào về hành động tự thiêu của ông Tuy có nhiều người Tiệp Khắc tham dự lễ hội và chứng kiến vụ tự thiêu nói trên, nhưng cái chết của Siwiec chỉ được loan truyền rộng rãi ở Tiệp Khắc nhờ Đài châu Âu Tự do/Đài Tự do loan tin, 2 tháng sau cái chết của Jan Palach.
Ông được đưa về chôn ở Nghĩa trang Zasańskim gần Przemyśl.
Năm 1981 gia đình Siwiec đã biên soạn và tự phát hành một tập sách nhỏ tưởng niệm ông, trong đó gồm toàn bộ các thông điệp của ông được thu vào băng từ, trước khi ông tự thiêu.
Sau khi chế độ cộng sản sụp đổ, Siwiec đã trở thành chủ đề của cuốn phim tài liệu Hãy nghe tiếng tôi kêu (Usłyszcie mój krzyk), do đạo diễn điện ảnh người Ba Lan Maciej Drygas thực hiện năm 1991 lấy tư liệu từ "Polska Kronika Filmowa" (Phim thời sự Ba Lan). Phim này đã đoạt giải phim tài liệu xuất sắc nhất của Giải Phim châu Âu cùng năm. 

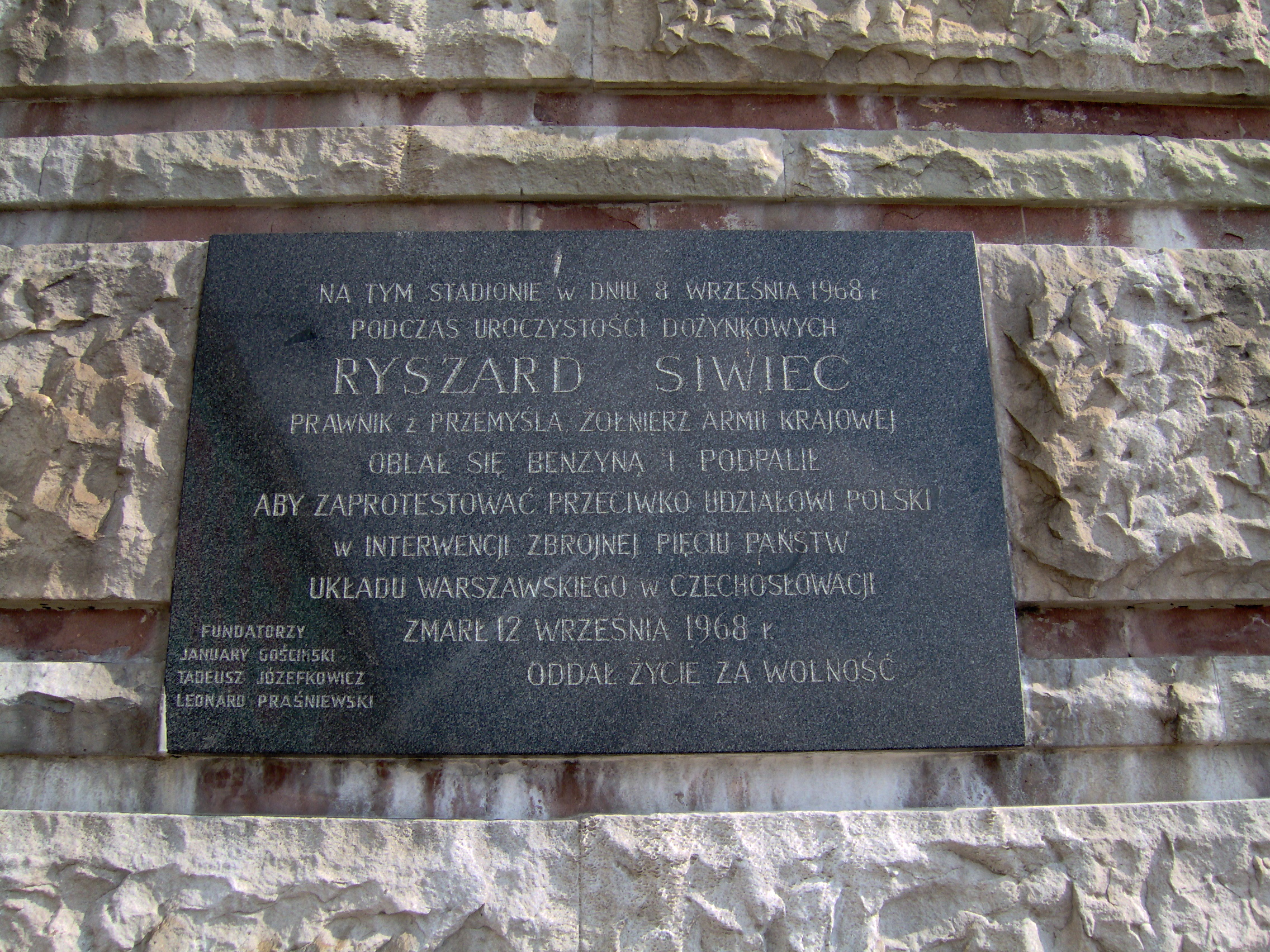
Tâm biển tưởng niệm Ryszard Siwiec tại Sân vận động nơi ông tự thiêu

## Vinh dự
- Huân chương Tomáš Garrigue Masaryk hạng nhất năm 2001 do Václav Havel, tổng thống Cộng hòa Séc truy tặng.
- Huân chương Polonia Restituta, Commander's Cross, năm 2003 do Aleksander Kwaśniewski, tổng thống Ba Lan truy tặng. Tuy nhiên vì Aleksander Kwaśniewski từng là một viên chức cộng sản cấp cao nên gia đình Ryszard Siwiec đã từ chối huân chương này.
- Huân chương White Double Cross năm 2006, do Ivan Gašparovič, tổng thống Slovakia truy tặng.
- Tháng 6 năm 1991 Hội đồng thành phố Przemyśl đã quyết định lấy tên ông đặt cho cây cầu mới xây dựng thay cho cây cầu treo cũ[7].
- Một đường phố ở Praha trrước "Viện nghiên cứu các chế độ chuyên chế" (Ústav pro studium totalitních režimů) được đặt theo tên ông (Siwiecova) ngày 5.2.2009
- Tháng 8 năm 2010, một đài tưởng niệm ông ở trước Viện nghiên cứu các chế độ chuyên chế được dựng ở Praha[8].
- Ngày 20.10.2011, Hội đồng thành phố Warsaw thông qua nghị quyết lấy tên ông đặt cho một đường phố bên cạnh Sân vận động quốc gia[9].